# Gleichnis von den anvertrauten Talenten

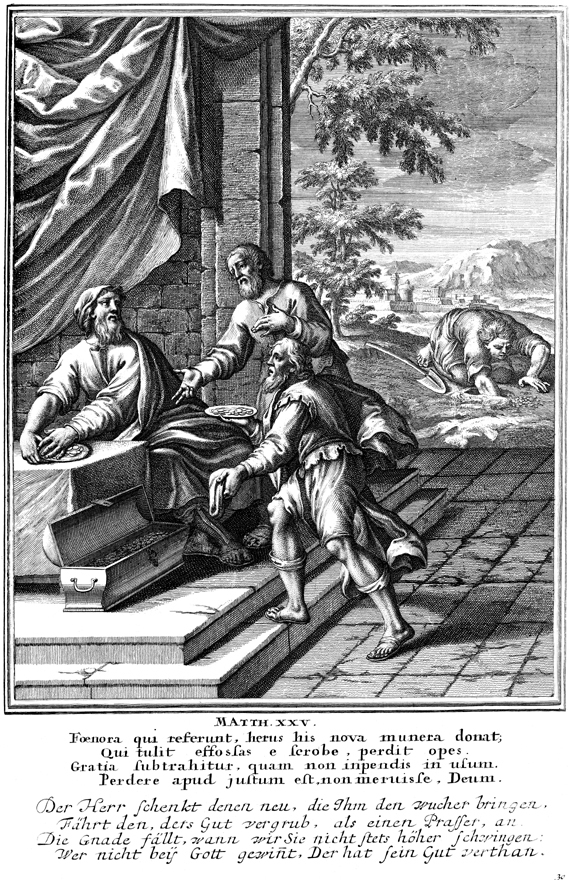
Matthäus XXV. Holzschnitt, 1712

Als Gleichnis von den anvertrauten Talenten werden zwei neutestamentliche Gleichniserzählungen bezeichnet, die im Matthäus- und Lukasevangelium ähnlich überliefert sind. Jesus schildert einen Herrn, der seine Knechte reich mit finanziellen Mitteln ausstattet, sich dann auf Reisen begibt und nach seiner Rückkehr Abrechnung hält. Die ersten beiden Knechte erwirtschaften Gewinn und werden ihren Leistungen gemäß entlohnt. Das Geld des Letzten hingegen, der aus Angst gar nichts investierte und es stattdessen verbarg, lässt der Herr wegnehmen und spricht es nach dem Grundsatz „Wer hat, dem wird gegeben werden; wer nicht hat, dem wird genommen werden“ dem Erfolgreichsten zu.

## Wortlaut
Das Gleichnis ist bei Lukas und Matthäus in zwei ähnlichen Versionen überliefert, die sich jedoch in einigen Einzelheiten unterscheiden:
| Matthäus 25,14–30 |              | Lukas 19,12–27 |
| --- | ------------ | --- |
| Es ist wie mit einem Mann, der auf Reisen ging. Er rief seine Diener und vertraute ihnen sein Vermögen an. Dem einen gab er fünf Talente Silbergeld, einem anderen zwei, wieder einem anderen eines, jedem nach seinen Fähigkeiten. | Berufung     | Ein Mann von vornehmer Herkunft wollte in ein fernes Land reisen, um die Königswürde zu erlangen und dann zurückzukehren. Er rief zehn seiner Diener zu sich, verteilte unter sie Geld im Wert von zehn Minen und sagte: Macht Geschäfte damit, bis ich wiederkomme. |
| |              | Da ihn aber die Einwohner seines Landes hassten, schickten sie eine Gesandtschaft hinter ihm her und ließen sagen: Wir wollen nicht, dass dieser Mann unser König wird. Dennoch wurde er als König eingesetzt. |
| Sofort begann der Diener, der fünf Talente erhalten hatte, mit ihnen zu wirtschaften, und er gewann noch fünf dazu. Ebenso gewann der, der zwei erhalten hatte, noch zwei dazu. Der aber, der das eine Talent erhalten hatte, ging und grub ein Loch in die Erde und versteckte das Geld seines Herrn. |              | |
| Nach langer Zeit kehrte der Herr zurück, um von den Dienern Rechenschaft zu verlangen. | Rechenschaft | Nach seiner Rückkehr ließ er die Diener, denen er das Geld gegeben hatte, zu sich rufen. Er wollte sehen, welchen Gewinn jeder bei seinen Geschäften erzielt hatte. |
| Da kam der, der die fünf Talente erhalten hatte, brachte fünf weitere und sagte: Herr, fünf Talente hast du mir gegeben; sieh her, ich habe noch fünf dazugewonnen. Sein Herr sagte zu ihm: Sehr gut, du bist ein tüchtiger und treuer Diener. Du bist im Kleinen ein treuer Verwalter gewesen, ich will dir eine große Aufgabe übertragen. Komm, nimm teil an der Freude deines Herrn! | Der Erste    | Der erste kam und sagte: Herr, ich habe mit deiner Mine zehn Minen erwirtschaftet. Da sagte der König zu ihm: Sehr gut, du bist ein tüchtiger Diener. Weil du im Kleinsten zuverlässig warst, sollst du Herr über zehn Städte werden. |
| Dann kam der Diener, der zwei Talente erhalten hatte, und sagte: Herr, du hast mir zwei Talente gegeben; sieh her, ich habe noch zwei dazugewonnen. Sein Herr sagte zu ihm: Sehr gut, du bist ein tüchtiger und treuer Diener. Du bist im Kleinen ein treuer Verwalter gewesen, ich will dir eine große Aufgabe übertragen. Komm, nimm teil an der Freude deines Herrn! | Der Zweite   | Der zweite kam und sagte: Herr, ich habe mit deiner Mine fünf Minen erwirtschaftet. Zu ihm sagte der König: Du sollst über fünf Städte herrschen. |
| Zuletzt kam auch der Diener, der das eine Talent erhalten hatte, und sagte: Herr, ich wusste, dass du ein strenger Mann bist; du erntest, wo du nicht gesät hast, und sammelst, wo du nicht ausgestreut hast; weil ich Angst hatte, habe ich dein Geld in der Erde versteckt. Hier hast du es wieder. | Der Letzte   | Nun kam ein anderer und sagte: Herr, hier hast du dein Geld zurück. Ich habe es in ein Tuch eingebunden und aufbewahrt; denn ich hatte Angst vor dir, weil du ein strenger Mann bist: Du hebst ab, was du nicht eingezahlt hast, und erntest, was du nicht gesät hast. |
| Sein Herr antwortete ihm: Du bist ein schlechter und fauler Diener! Du hast doch gewusst, dass ich ernte, wo ich nicht gesät habe, und sammle, wo ich nicht ausgestreut habe. Hättest du mein Geld wenigstens auf die Bank gebracht, dann hätte ich es bei meiner Rückkehr mit Zinsen zurückerhalten. Darum nehmt ihm das Talent weg und gebt es dem, der die zehn Talente hat! Denn wer hat, dem wird gegeben, und er wird im Überfluss haben; wer aber nicht hat, dem wird auch noch weggenommen, was er hat. Werft den nichtsnutzigen Diener hinaus in die äußerste Finsternis! Dort wird er heulen und mit den Zähnen knirschen. | Urteil       | Der König antwortete: Aufgrund deiner eigenen Worte spreche ich dir das Urteil. Du bist ein schlechter Diener. Du hast gewusst, dass ich ein strenger Mann bin? Dass ich abhebe, was ich nicht eingezahlt habe, und ernte, was ich nicht gesät habe? Warum hast du dann mein Geld nicht auf die Bank gebracht? Dann hätte ich es bei der Rückkehr mit Zinsen abheben können. Und zu den anderen, die dabeistanden, sagte er: Nehmt ihm das Geld weg, und gebt es dem, der die zehn Minen hat. Sie sagten zu ihm: Herr, er hat doch schon zehn. Ich sage euch: Wer hat, dem wird gegeben werden; wer aber nicht hat, dem wird auch noch weggenommen, was er hat. Doch meine Feinde, die nicht wollten, dass ich ihr König werde, bringt sie her und macht sie vor meinen Augen nieder! |

## Interpretationen

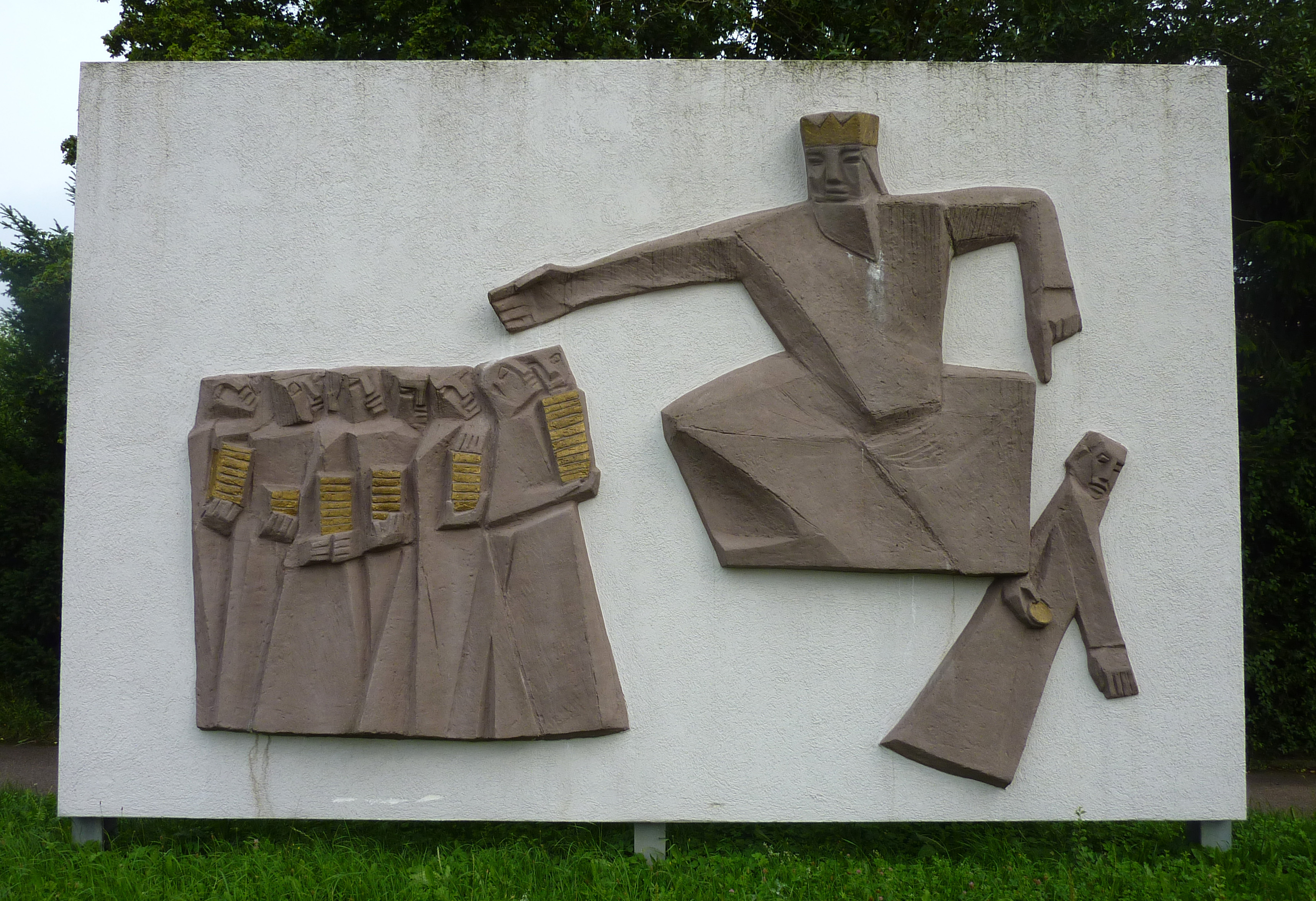
Paulamaria Walter: Die anvertrauten Pfunde, Betonrelief 1963, Wege zur Kunst

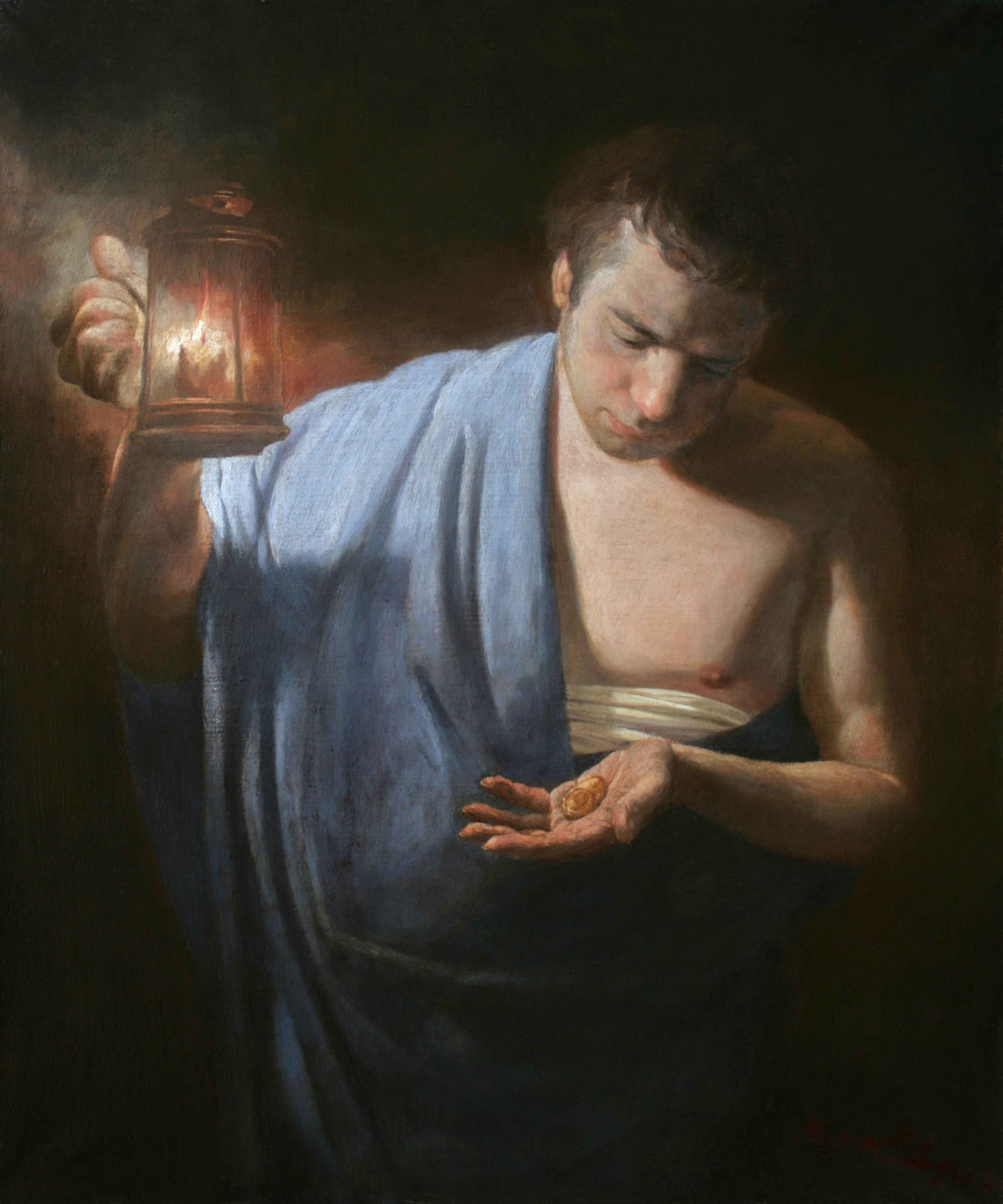
Andrej Mironow: Gleichnis von den anvertrauten Talenten, Öl auf Leinwand 2013

## Struktur

### Unterschiede
Matthäus schildert offenkundig einen Handelsmann, der seine drei Knechte mit Talenten gemäß ihren spezifischen Fähigkeiten in unterschiedlicher Höhe ausstattet und sich auf eine Reise begibt, deren Zweck nicht näher beschrieben wird. Bei Lukas hingegen handelt es sich um einen Adeligen, der zehn seiner Knechte jeweils eine Mine anvertraut und sich dann auf den Weg zu seiner Inthronisation begibt, auf dem er mancherlei Anfeindungen ausgesetzt ist. Matthäus schildert das Wachstum der investierten Mittel. Der Begabteste erwirtschaftet eine Endsumme von zehn Talenten, der zweite eine von vier Talenten. Die Entlohnung für beide, die beide ihr Anfangskapital verdoppelten, erfolgt aber in gleicher Höhe: „Du warst im Kleinen … treu …, ich will dir eine große Aufgabe übertragen. Komm, nimm teil an der Freude deines Herrn!“ Lukas wiederum orientiert die Entlohnung am Ergebnis der Vermögensverwaltung: 10 Minen werden mit der Herrschaft über 10 Städte, 5 Minen mit der über 5 Städte vergolten. Wie die verbleibenden sieben Knechte ausgehen, ist erzähltechnisch irrelevant. Der Letzte ist der Dritte, der bei Lukas das Geld verpackt bei sich behält, es bei Matthäus in der Erde vergräbt. Bei Matthäus straft der Herr den Knecht durch den Ausschluss in jenen Bereich, wo „Heulen und Zähneklappern“ herrschen. Bei Lukas ruft der Herr abschließend noch dazu auf, seine Feinde, welche ihn nicht als ihren König wollen, zu ergreifen und vor seinen Augen zu töten.